# Каменский, Иван Григорьевич
Иван Григорьевич Каменский (1857—1919) — русский промышленник, политический деятель.

## Биография
Родился в семье Г. К. Каменского в д. Данилиха, которая позже вошла в состав города Пермь. Окончил Пермскую гимназию, затем, в 1876 году с золотой медалью — Московскую Коммерческую Академию практических наук, а затем курс в Боннском университете, где получил звание магистра химии.
Лесопромышленник. Построил в Пермской губернии завод по сухой перегонке древесины для получения ацетона и метилового спирта.
В 1893 году И. Г. Каменский стал управляющим железоделательных заводов в селах Тис и Молёбка, а также приобрел дом в Суксуне, который ранее принадлежал Демидовым. Был владельцем Суксунского медного завода (с 1893).
С 1894 года — почётный член Пермского губернского попечительства детских приютов, с 1909 года — почётный попечитель Пермского Алексеевского реального училища. Способствовал развитию кустарных производств, в частности, изготовлению самоваров. Почётный гражданин города Перми.
В 1906—1917 годах был членом Государственного совета от Пермского земства.
Был женат на Лидии Николаевне Ильиной, чей портрет начал писать в 1911 году В. А. Серов. Через жену И. Г. Каменский стал родственником рода Строгановых.
Умер 14 марта 1919 года в Перми. Был похоронен в фамильном склепе в храме Казанской иконы Божьей Матери (Успенский женский монастырь), который сам построил в 1908 году. По воспоминаниям С. Н. Рериха, сестра Каменского жила в Петербурге и дружила с Рерихами; через неё И. Г. Каменский заказал Н. К. Рериху роспись иконостаса храма.
Дом Каменского в Суксуне в стиле «модерн» сгорел в 2001 году.